# Mattia Coppola
Mattia Coppola (Casal di Principe, 2 maggio 1922) è un politico italiano.

## Biografia
Mattia Coppola nacque il 2 maggio 1922 a Casal di Principe, da una famiglia agiata.
Conseguì la maturità presso i Salesiani, per poi iscriversi all’Università. Si laureò in Giurisprudenza.
Esercitò la professione di notaio prima a Capua e poi ad Aversa, diventando Presidente del Collegio notarile del Distretto di Santa Maria Capua Vetere e Presidente Regionale del Consiglio Notarile.

### Gli inizi politici
Mattia Coppola apparteneva ad una famiglia impegnata in politica già  con un suo avo che ricoprì l’incarico di sindaco nella nativa Casal di Principe agli inizi del XX secolo.
L’amore tramandatogli per la politica lo portò a frequentare la Democrazia Cristiana e nel 1956 fu eletto consigliere comunale ad Aversa.
La sua carriera politica fu veloce, tant’è che fu già consigliere provinciale nel 1960.
Arrivò, quindi, ai vertici della segreteria provinciale della DC  nel 1963, succedendo al fanfaniano Saverio Solimene.
Politicamente fu un esponente di spicco della corrente morotea in provincia di Caserta, insieme agli altri conterranei parlamentari, Elio Rosati e Vincenzo Mancini.

### Senatore della Repubblica
Fu sempre vicino ad Aldo Moro e lo accompagnava nella visita annuale che il Presidente era solito programmare presso l’ospedale psichiatrico di Aversa con gli studenti del corso di diritto penale. 
Diventò senatore nel 1968 nella V Legislatura e nel 1972 nella VI Legislatura.
Diede un contributo alla formazione di alcune leggi come la riforma del Diritto di famiglia, la riforma della carriere dei Magistrati, la Riforma del Codice procedura penale e dell’Ordinamento penitenziario.
Contribuì all’insediamento della Indesit nell'area industriale di Aversa Nord.